# Фохт, Вальтер Рихардович
Вальтер Рихардович Фохт (1862—1941) — российский и советский историк и архивист.

## Биография
Происходил из семьи эмигрантов из Саксонии. Родился в Петербурге 19 (31) августа 1862 года в семье преподавателя древних языков в училище Св. Анны Рихарда Августовича Фохта. Начал учиться в петербургской гимназии. В 1875 году отец получил назначение в Нежин — в историко-филологический институт князя Безбородко. В 1882 году Вальтер Фохт окончил гимназию при Нежинском институте.
За исключительную успешность в изучении древних языков дирекция Нежинского историко-филологического института ходатайствовала направить В. Фохта обучаться в Русской филологической семинарии при Лейпцигском университете, которую он окончил в 1886 году и вернулся в Нежин; в Историко-филологическом институте работал до 1914 года, когда по состоянию здоровья вышел в отставку. В 1893 и 1894 годах выезжал за границу; занимался в Лейпцигском и Берлинском университетах. В Германии были опубликованы его первые статьи.
В 1895 году он был принят действительным членом Историко-филологического общества при Нежинском историко-филологическом институте.
Во время гражданской войны сгорел его дом. Потеря всего имущества (и научных материалов) вынудила его вернуться к работе. С 16 февраля 1920 по 1 апреля 1923 года он работал в должности уполномоченного Черниговского губернского архивного управления при Нежинском политпросвете. В это время им были сформированы архивы Нежинского окружного суда, Нежинского Института народного образования, Городской управы, Нежинской уездной земской управы, Инспектора народных училищ, Нежинского казначейства, Нежинской почтово-телеграфной конторы, Нежинских уездных и мировых съездов, а также ряд архивов советских учреждений.
С 1 апреля 1923 по 27 декабря 1924 года В. Р. Фохт работал заведующим архивохранилища и заместителем инструктора губернского архивного управления, а с 27 декабря 1924 по 26 сентября 1925 года — окружным инструктором губернского архивного управления. В сентябре 1925 года, в связи с реорганизацией архивных учреждений и образованием Нежинского окружного архивного управления, он был переведён на должность учёного архивариуса, в обязанность которого входила инспекция состояния хранения документов в государственных учреждениях Нежинского округа. Кроме этого, с сентября 1925 по март 1926 года он работал научным сотрудником Научно-исследовательской кафедры при Нежинском институте народного образования по секции античной культуры. Обрабатывал тексты литературных произведений на классических языках, изучал историю местного греческого купечества 1830—1840-х гг. по материалам архива Нежинской греческой общины.
В августе 1926 года он вышел на пенсию, а в феврале 1927 года, «отмечая заслуги В. Г. Фохта как архивиста в деле собирания и охраны большого количества ценных материалов», решением коллегии Центрального архивного управления УССР ему была назначена персональная пенсия. Тем не менее, В. Фохт был вынужден распродавать остатки своей библиотеки. Также имеются сведения, что в 1930-х годах он работал в Нежинском педагогическом институте.
Когда началась Великая Отечественная война, как «вероятный противник» он был арестован 26 июня 1941 года и против него возбуждено уголовное дело по ч. 2 статьи 54 Уголовного кодекса УССР за антисоветскую агитацию. Спустя месяц, В. Р. Фохт умер в тюрьме 27 июля 1941 года. В 1996 году он был реабилитирован.
Был женат. Его жена, Эгерт-Мария, родила сына Вальтера, погибшего в 1919 году, и дочь Матильду.